# Zbigniew Wóycicki
Zbigniew Wóycicki, född 11 juni 1902 i Zakopane och död 2 april 1928 i Zakopane, var en polsk längdskidåkare som tävlade under 1920-talet. Vid olympiska vinterspelen i Chamonix deltog han i militärpatrull och ingick i det polska laget som bröt tävlingen.